# 다섯 손가락 (음악 그룹)
다섯 손가락은 1980년대 중반부터 1990년대까지 활동한 대한민국의 음악 그룹이다. 대학생이 모여 만든 그룹으로 순수하고 낭만적인 노래들로 사랑을 받았다.
1집의 멤버는 임형순, 이두헌, 박강영, 최태완, 이우빈이며, 1985년 서울음반에서 음반이 발매되었다. 이 음반에 <새벽 기차>와 <수요일에는 빨간 장미를>이 수록되어 있다.
추후 이두헌이 솔로로 독립, <이층에서 본 거리>라는 히트곡을 남겼다.

## 음반
- 다섯 손가락 I - 다섯 손가락(1985년)
- 다섯 손가락 II - 다섯 손가락(1986년)
- 다섯손가락 다섯 손가락 Ⅲ - 다섯 손가락(1987년)
- 다섯손가락 다섯 손가락 Ⅳ - 다섯 손가락(1989년)